# 24 de abril
El 24 de abril es el 114.º (centésimo decimocuarto) día del año del calendario gregoriano y el 115.º en los años bisiestos. Quedan 251 días para finalizar el año.

## Acontecimientos
- 1479 a. C.: en el antiguo Egipto ―según la cronología de la 18.º dinastía― Tutmosis III asciende al trono de Egipto, aunque el poder efectivo está en manos de Hatshepsut.
- 1184 a. C.: en la actual Turquía, según la leyenda, los griegos entran en la ciudad de Troya utilizando la treta del caballo de Troya.
- 387: en Milán (en la actual Italia) es bautizado san Agustín.
- 1147: el papa Eugenio III, concede a los Caballeros Templarios el derecho a llevar permanentemente la cruz paté roja en su hombro izquierdo.
- 1234: en Castilla (España), el rey Fernando III dona la ciudad de Magacela a la Orden de Alcántara a cambio de la ciudad de Trujillo (España).
- 1312: en España, el rey Fernando IV de Castilla concedió el Fuero de las Villas de Ojacastro, Ezcaray, Valgañón y Zorraquín, en La Rioja.

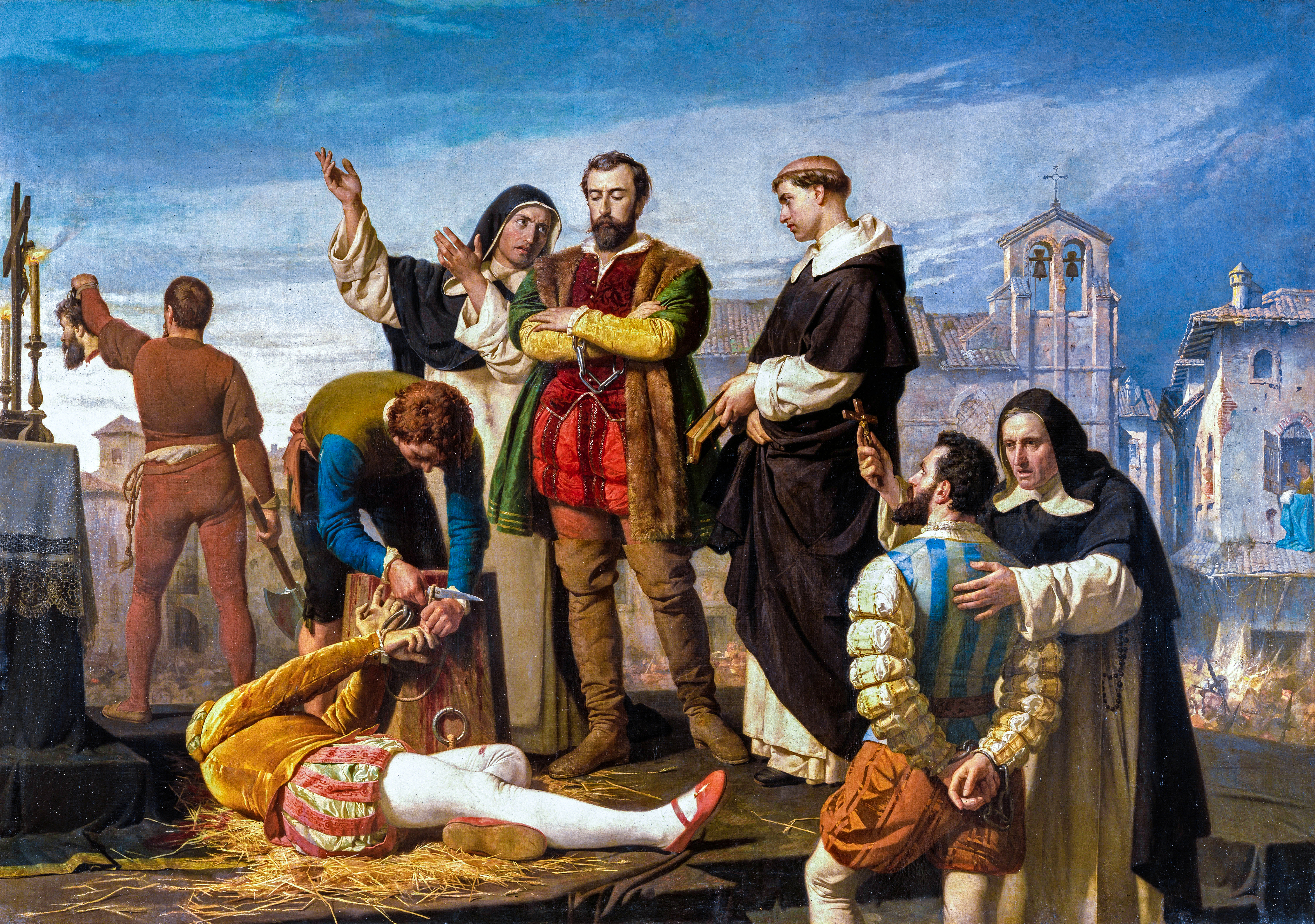
Ejecución de los comuneros de Castilla en Villalar el 24 de abril de 1521, visto por Antonio Gisbert, año 1860.

- 1521: en España, en el marco de la Guerra de las Comunidades de Castilla, son decapitados en Villalar de los Comuneros, Juan de Padilla, Juan Bravo y Francisco Maldonado, principales comuneros.
- 1547: en Alemania se libra la batalla de Mühlberg entre el emperador Carlos I y la Liga de Esmalcalda.
- 1558: en la catedral de Notre Dame, en París (Francia), María Estuardo se casa con el delfín francés Francisco II.
- 1616: en Madrid (España), los restos mortales de Miguel de Cervantes son enterrados en la iglesia de las Trinitarias.
- 1701: en España comienza el reinado de la Casa de Borbón tras la llegada de Felipe V de España a Madrid.
- 1748: en Aquisgrán se dan comienzo a las negociaciones que darán fin a la guerra de sucesión austríaca.
- 1779: España comienza el Gran asedio de Gibraltar, el tercero llevado a cabo por España desde la pérdida de la ciudad para recuperar la ya colonia británica.
- 1800: en Washington D. C. (Estados Unidos) se inaugura la Biblioteca del Congreso, con una dotación inicial de 5000 dólares.
- 1808: en España, los leoneses se levantan contra los franceses, siendo el primer levantamiento contra Napoleón en ese país.
- 1817: en Karlsruhe (Alemania), Karl Drais da a conocer la dresina, el primer prototipo de bicicleta, aún sin pedales.
- 1834: cerca de Jauja (Perú), el líder de las tropas rebeldes José Rufino Echenique se encuentra con el presidente Luis José de Orbegoso (Abrazo de Maquinhuayo) y pone fin a la primera guerra civil peruana.
- 1854: en Viena, Francisco José I se casa con Sissi (Isabel de Baviera), que se convertiría en emperatriz de Austria.
- 1860: en el norte de México ―en el marco de la guerra de Reforma― soldados del ejército liberal de la Guardia Nacional de San Luis Potosí y Zacatecas (al mando del general José López Uraga) libran la batalla de Loma Alta contra soldados del ejército conservador (al mando del general Rómulo Díaz de la Vega).
- 1877: en el marco de la Guerra ruso-turca, Rusia declara la guerra al Imperio otomano.
- 1880: en Illinois (Estados Unidos), un tornado arrasa la aldea de West Prairie.[1]
- 1883: en La Plata, Argentina son encontrados restos óseos humanos al excavar los cimientos de la Casa de Gobierno de la provincia de Buenos Aires.[2]
- 1898: España le declara la guerra a Estados Unidos.
- 1913: en Nueva York (Estados Unidos) se abre al público el rascacielos Woolworth Building.
- 1915: en Turquía comienza el Genocidio armenio, la primera masacre en masa del siglo XX. Mueren un millón y medio de armenios.
- 1916: en Irlanda sucede el Levantamiento de Pascua. Comienza la Guerra de independencia de Irlanda con el levantamiento de un grupo liderado por Patrick Pearse, James Connolly y Joseph Plunkett.
- 1918: se produce el primer enfrentamiento de la historia entre carros blindados durante la Primera Guerra Mundial.
- 1918: se da inicio a la Batalla de Víborg en la ciudad finlandesa de Víborg, entre la Guardia Roja y la Guardia Blanca, y fue la última batalla de la guerra civil finlandesa.
- 1923: en Viena (Austria) se publica la tesis Das Ich und das Es  (El yo y el ello) de Sigmund Freud donde aparecen por primera vez las ideas del ello, el yo y el superyó.
- 1925: Aimé Tschiffely parte junto a sus caballos Gato y Mancha desde Buenos Aires rumbo a Nueva York, llegando a destino tras poco más de tres años de viaje.
- 1926: se firma el Tratado de Berlín por el cual Alemania y la Unión Soviética respetarán la neutralidad de la otra en el conflicto con una tercera durante los próximos cinco años.
- 1927: En Murcia, España se produce la solemne coronación canónica de la patrona de Murcia y su huerta, la Santísima Virgen de la Fuensanta en el Puente Viejo sobre el río Segura, por parte del nuncio de su santidad.
- 1932: en España, el aviador español Fernando Rein Loring sale de Madrid para realizar el primer viaje a Manila en avioneta civil.
- 1939: Gaby, Fofó y Miliki deciden formar un trío ofreciendo sus primeras actuaciones en el Teatro Circo Price de Madrid.
- 1945: en el bosque de Spreewald, cerca del río Spree ―en el marco de la Segunda Guerra Mundial― se inicia la batalla de Halbe, por la cual el Ejército Rojo cerca las tropas lideradas por el general Theodor Busse y las del  General Walther Wenck, para juntos entregar sus hombres a las fuerzas angloestadounidenses.
- 1953: en Londres (Reino Unido), la reina Isabel II nombra caballero a Winston Churchill.
- 1955: finaliza la Conferencia de Bandung, donde 25 países asiáticos y africanos que acababan de conseguir la independencia acceden a cooperar económica y culturalmente, en oposición al colonialismo y el neocolonialismo tanto de Estados Unidos como de la Unión Soviética.
- 1957: cerca del Sitio de pruebas de Nevada, a las 14:27 GMT Estados Unidos hace detonar una prueba atómica (Proyecto 57) para analizar cómo sería una explosión nuclear accidental.
- 1957: el Canal de Suez es reabierto después de la incursión de las tropas de las Fuerza de Emergencia de las Naciones Unidas en la zona.
- 1958: Filipinas, en la provincia de Dávao del Sur se crea el municipio de Sulop.
- 1965: en República Dominicana comienza la Revolución de abril, regida por Francisco Alberto Caamaño Deñó.
- 1966: en Neuquén (Argentina) se funda oficialmente la ciudad petrolera de Plaza Huincul.
- 1967: el cosmonauta Vladímir Mijáilovich Komarov muere en la Soyuz 1 cuando falla la apertura del paracaídas de la nave. Es el primer ser humano que muere en una misión espacial.
- 1968: las islas Mauricio ingresan en la ONU.
- 1969: en el área U2b del Sitio de pruebas atómicas de Nevada (a unos 100 km al noroeste de la ciudad de Las Vegas), a las 9:00 (hora local), Estados Unidos detona simultáneamente sus bombas atómicas Gourd-Amber (en un pozo artificial, a 181 metros de profundidad) y Gourd-Brown (en la superficie), de 0.8 y 19 kilotones respectivamente. Son las bombas n.º 617 y 618 de las 1132 que Estados Unidos detonó entre 1945 y 1992.
- 1970: en Costa Rica ocurren protestas contra las concesiones mineras a Alcoa.
- 1970: China lanza un cohete CZ-1 completo, que pone en órbita al satélite DFH-1, haciendo de China el quinto país en lanzar un satélite propio.
- 1972: en España se estrena el popular concurso Un, dos, tres... responda otra vez, que después se convertiría en el primer formato de televisión español versionado internacionalmente.
- 1980: en España, Jordi Pujol es elegido presidente de la Generalidad de Cataluña.
- 1982: en Harrogate (Reino Unido), la canción «Ein bißchen frieden» de Nicole, gana por Alemania la XXVII edición de Eurovisión.
- 1990: Estados Unidos lanza el telescopio espacial Hubble.
- 1992: en España, el arabista Emilio García Gómez, es galardonado con el Premio Príncipe de Asturias de Comunicación y Humanidades.
- 1994: en El Salvador, Armando Calderón Sol, candidato del partido oficial, ARENA, derrota en las elecciones presidenciales a Rubén Zamora, candidato de una coalición de partidos de oposición encabezada por el FMLN (Frente Farabundo Martí para la Liberación Nacional).
- 1996: el Consejo Legislativo Palestino aprueba por mayoría la modificación de los artículos de la Constitución que incitaban la destrucción de Israel.
- 1996: en Roma, el papa Juan Pablo II declara beatos a Pier Giorgio Frassati (laico y montañista italiano) y a Gianna Beretta Molla (laica italiana, luchadora contra el aborto).
- 1999: en Yugoslavia en el marco de la Operación Fuerza Aliada, la campaña de bombarderos aéreos de la OTAN contra la República Federal de Yugoslavia, la OTAN bombardea la sede de la Radio Televisión de Serbia provocando la muerte de dieciséis empleados e hiriendo a, al menos, otros dieciocho.
- 2004: María Teresa Fernández de la Vega, preside el Consejo de Ministros de España, siendo la primera mujer en hacerlo.
- 2005: el cardenal alemán Joseph Ratzinger inaugura el 265.º papado con el nombre de Benedicto XVI.
- 2005: en la Universidad de Seúl (Corea del Sur) nace Snuppy, el primer perro clonado del mundo (f. 2015).
- 2007: se descubre el primer exoplaneta similar a la Tierra en la zona habitable de su estrella, con una temperatura adecuada para tener agua líquida en su superficie, Gliese 581c.

- 2009: en Pasto (Colombia), el volcán Galeras entra en erupción.
- 2013: en Savar ―cerca de Daca (Bangladés)― se produce el colapso de un edificio, matando a 1127 personas e hiriendo a otras 2500.
- 2017: en Valparaíso (Chile) ocurre un terremoto de magnitud 6.9 en la Escala sismológica de magnitud de momento.
- 2018: Lionel Messi se convierte en el primer futbolista en superar los 100 millones de euros de ganancia al año
- 2021: Ocurre la denominada "Pelea de Josh" que fue un evento masivo convocado en internet, a través de un chat de Facebook Messenger.
- 2025: Se festeja a nivel nacional el dia de la UOCRA (Unión Obrera de la Construcción de la República Argentina)

## Nacimientos
- 1086: Ramiro II el Monje, rey aragonés (f. 1157).
- 1532: Thomas Lucy, misionero inglés (f. 1600).
- 1533: Guillermo de Orange, aristócrata alemán (f. 1584).
- 1538: Guillermo Gonzaga de Mantua, aristócrata italiano (f. 1587).
- 1575: Jakob Böhme, filósofo alemán (f. 1624).
- 1581: Vicente de Paúl, sacerdote y santo francés (f. 1660).
- 1616: Gustavo Gustavsson de Vasaborg, aristócrata sueco (f. 1653).
- 1620: John Graunt, estadista inglés (f. 1674).
- 1633: Paolo Silvio Boccone, botánico italiano (f. 1704).
- 1660: Cornelis Dusart, pintor neerlandés (f. 1704).
- 1669: José de Peralta Barnuevo, obispo peruano (n. 1746).
- 1678: Francisco del Rallo Calderón, aristócrata español (f. 1765).
- 1696: Javiera Londoño, hacendada y fundadora de El Retiro, precursora en otorgar la libertad a esclavos. (f. 1765).
- 1706: Giovanni Battista Martini, músico italiano (f. 1780).
- 1719: Giuseppe Baretti, escritor italiano (f. 1789).
- 1742: Roman Hoffstetter, compositor alemán (f. 1815).
- 1743: Edmund Cartwright, inventor británico (f. 1823).
- 1743: Bartolomé María de las Heras, sacerdote español (f. 1823).
- 1767: José Imaz Baquedano, economista y político español (f. 1834).
- 1774: Jean Itard, médico-pedagogo francés (f. 1838).
- 1777: María Clementina de Austria, aristócrata austriaca (f. 1801).
- 1783: Gregorio Cordovez, político chileno (f. 1843).

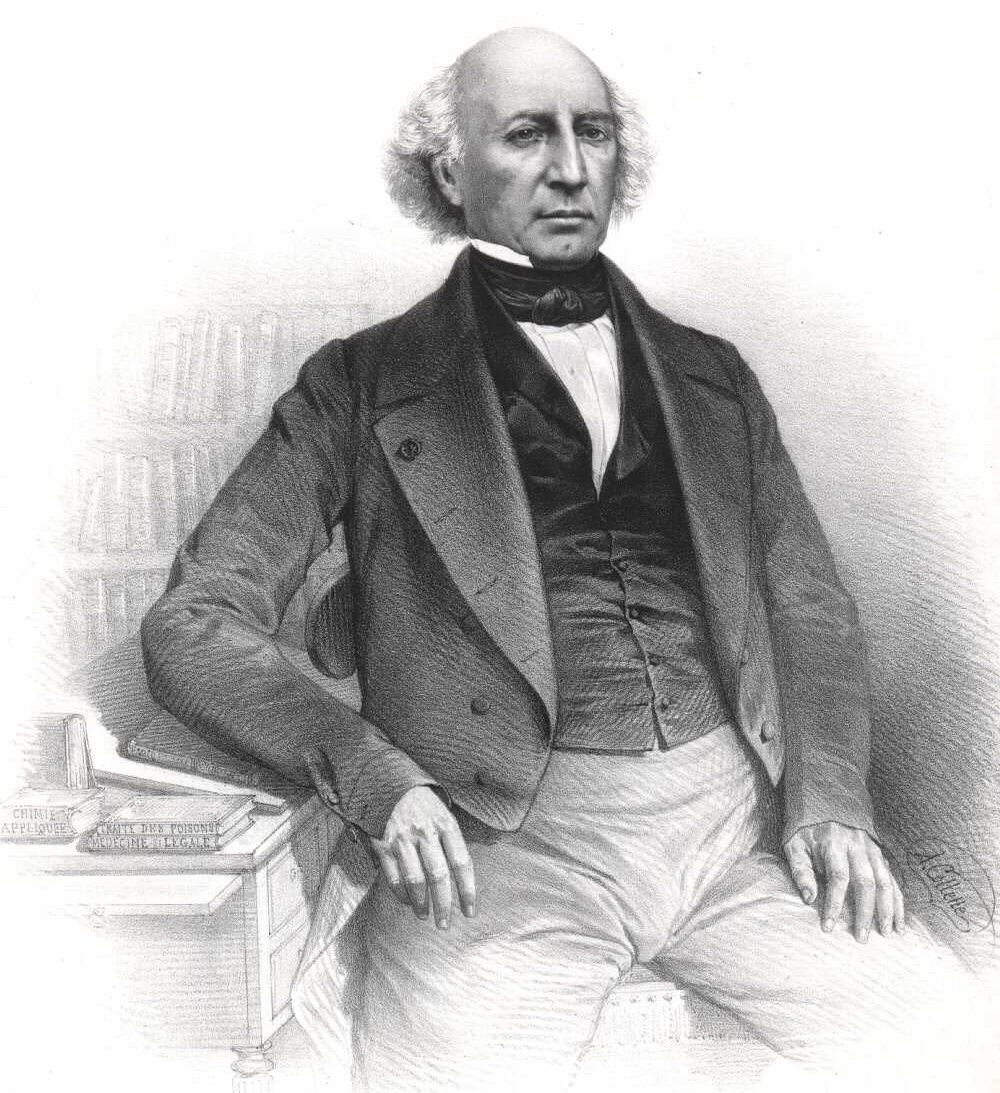
Mateo Orfila.

- 1787: Mateo Orfila, científico español (f. 1853).
- 1788: Francisco Abad Moreno, guerrillero español (f. 1827).
- 1788: Carl Mayer von Rothschild, banquero alemán (f. 1855).
- 1796: Karl Leberecht Immermann, escritor alemán (f. 1840).
- 1800: Georg Hellmesberger, compositor y violinista austríaco (f. 1873).
- 1800: Heinrich Wydler, botánico suizo (f. 1883).
- 1815: Vicente Fidel López, escritor argentino (f. 1903).
- 1815: Anthony Trollope, escritor británico (f. 1882).
- 1818: Juan Esteban Rodríguez Segura, político chileno (f. 1901).
- 1820: Celso Golmayo Zúpide, ajedrecista español (f. 1898).
- 1823: Sebastián Lerdo de Tejada, presidente mexicano (f. 1889).
- 1825: Robert Michael Ballantyne, escritor británico (f. 1894).
- 1829: José Antonio Barrenechea y Morales, jurista peruano (f. 1889).
- 1830: Eugenia de Suecia, aristócrata sueca (f. 1889).
- 1831: George Strong Nares, oficial naval y explorador británico (f. 1915).
- 1841: Charles Sprague Sargent, botánico estadounidense (f. 1927).
- 1842: Marcos Zapata Mañas, dramaturgo y poeta español (f. 1913).
- 1845: Carl Spitteler, escritor suizo, premio nobel de literatura en 1919 (f. 1924).
- 1846: Marcus Clarke, escritor australiano (f. 1881).
- 1849: Joseph Gallieni, militar francés (f. 1916).
- 1853: Isaac Newell, fundador del club de fútbol Newell's Old Boys (f. 1907).

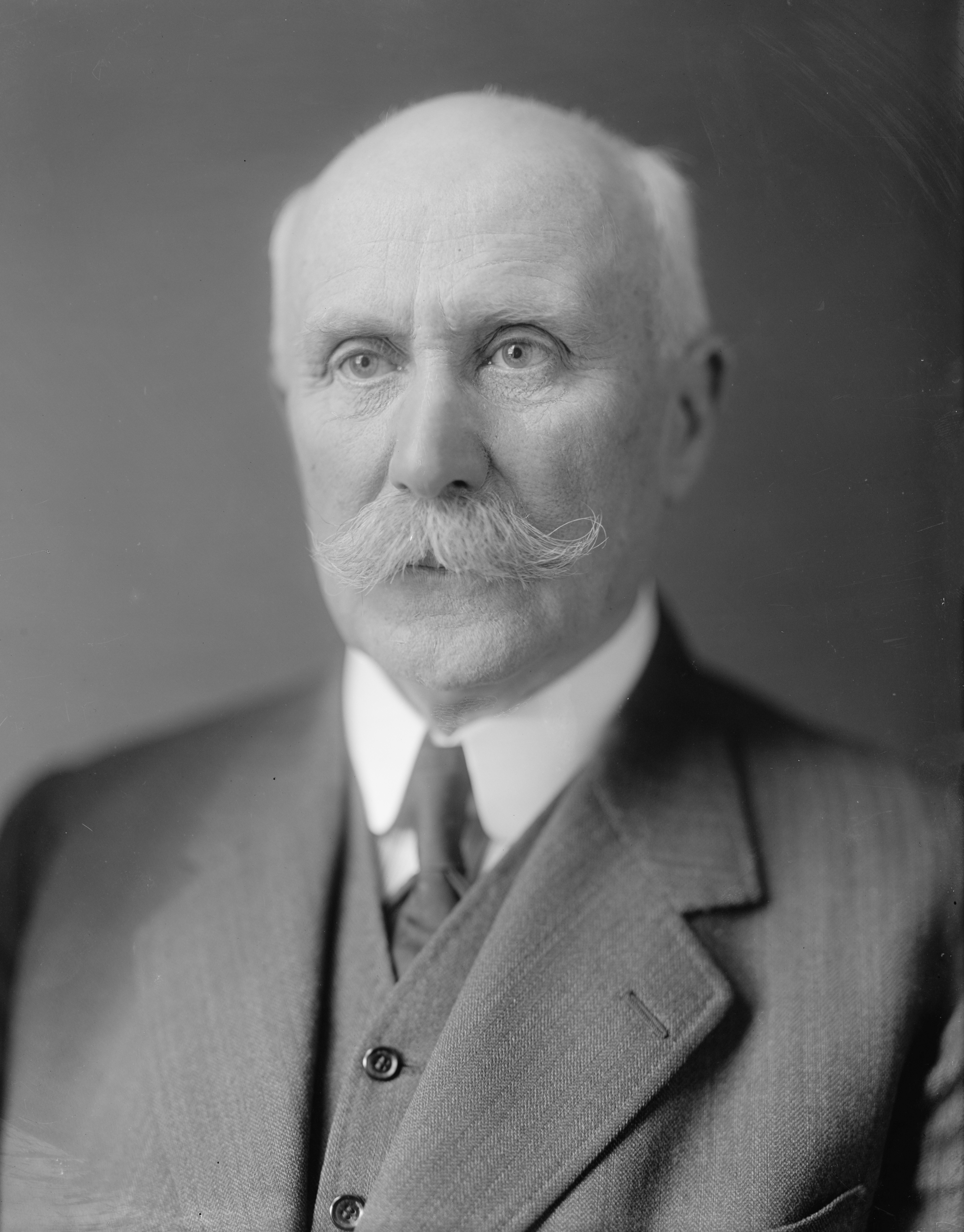
Philippe Pétain.

- 1856: Philippe Pétain, militar y político francés (f. 1951).
- 1859: Fidel García Berlanga, abogado y político español (f. 1914).
- 1859: Manuel Moncloa y Covarrubias, escritor peruano (f. 1911).
- 1860: Juan Antonio Bibiloni, abogado y político argentino (f. 1933).
- 1862: A. C. Benson, ensayista y poeta británico (f. 1925).
- 1862: Cyril Maude, actor británico (f. 1951).
- 1862: Tomitarō Makino, botánico japonés (f. 1957).
- 1870: Joan Rubió, arquitecto español (f. 1952).
- 1871: José Franchy y Roca, político español (f. 1944).
- 1871: Enrique Hermitte, ingeniero argentino (f. 1955).

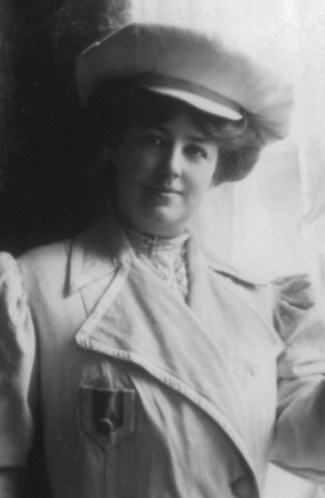
Blanche Ring.

- 1871: Blanche Ring, cantante estadounidense (f. 1961).
- 1873: André Bauchant, pintor francés (f. 1958).
- 1873: Robert Wiene, cineasta alemán (f. 1938).
- 1876: Hutin Britton, actriz británica (f. 1965).
- 1876: Erich Raeder, almirante alemán (f. 1960).
- 1877: José Ingenieros, filósofo argentino (f. 1925).
- 1878: Fidel Dávila Arrondo, militar español (f. 1962).
- 1878: Ioseb Iremashvili, político y escritor soviético (f. 1944).
- 1880: Fidel Fuidio, arqueólogo español (f. 1936).
- 1880: Fidel García, obispo español (f. 1973).
- 1880: Gideon Sundback, ingeniero y magnate estadounidense (f. 1954).
- 1882: Hugh Dowding, militar británico (f. 1970).
- 1885: Jean Prouvost, empresario francés (f. 1978).
- 1886: Tokijiro Maekawa, botánico japonés (f. 1977).
- 1887: Denys Finch Hatton, cazador británico (f. 1931).

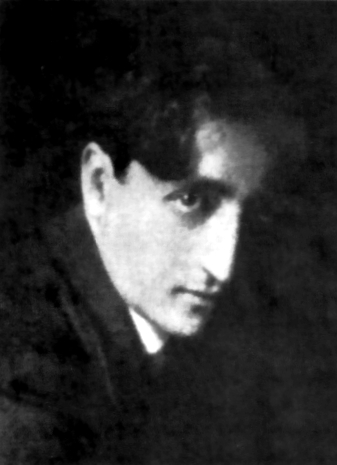
Augusto Aguirre Morales.

- 1888: Augusto Aguirre Morales, poeta peruano (f. 1957).
- 1888: Manuel Velasco de Pando, ingeniero español (f. 1956).
- 1889: Stafford Cripps, político británico (f. 1952).
- 1889: Lyubov Popova, pintor ruso (f. 1924).
- 1890: Arturo De Bassi, músico argentino (f. 1950).
- 1892: Jack Hulbert, actor británico (f. 1978).
- 1894: Víktor Abakúmov, político soviético (f. 1954).
- 1894: Otto Froitzheim, tenista alemán (f. 1964).
- 1895: Fernando González, escritor y filósofo colombiano (f. 1964).
- 1897: Manuel Ávila Camacho, militar y político mexicano, presidente de México entre 1940 y 1946 (f. 1955).
- 1897: Michael Lippert, comandante de las SS (f. 1969).
- 1897: Benjamin Lee Whorf, lingüista estadounidense (f. 1941).
- 1899: Oscar Zariski, matemático polaco-estadounidense (f. 1986).
- 1900: Elizabeth Goudge, escritora británica (f. 1984).
- 1900: Fidel Velázquez, político mexicano (f. 1997).
- 1901: Luis Chávez y González, obispo católico salvadoreño (f. 1987).
- 1903: José Antonio Primo de Rivera, político español (f. 1936).
- 1903: Juan Monjardín Callejón, futbolista español (f. 1950).
- 1904: Willem de Kooning, pintor neerlandés (f. 1997).
- 1905: Arturo Pacheco Altamirano, pintor chileno (f. 1978).
- 1905: Helen Tamiris, bailarina y coreógrafa estadounidense (f. 1966).

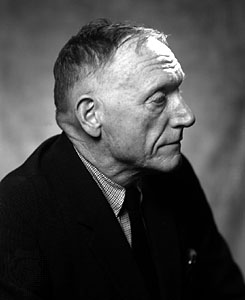
Robert Penn Warren.

- 1905: Robert Penn Warren, escritor y poeta estadounidense (f. 1989).
- 1906: William Joyce, político y productor televisivo estadounidense (f. 1946).
- 1906: Vera Constantinovna de Rusia, princesa rusa (f. 2001).
- 1907: Rupert Cambridge, aristócrata británico (f. 1928).
- 1907: Gabriel Figueroa, director de fotografía mexicano (f. 1997).

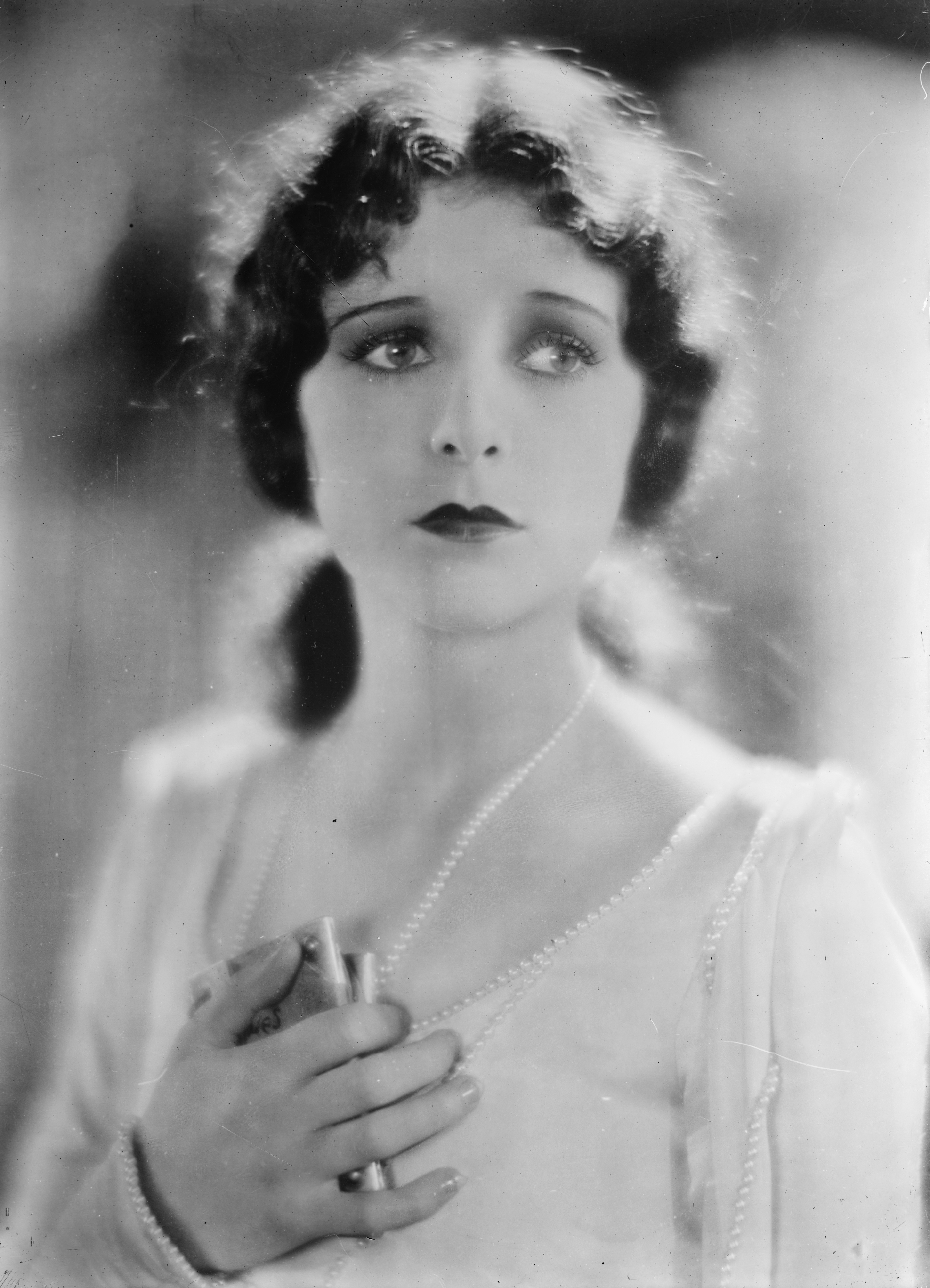
Marceline Day.

- 1908: Marceline Day, actriz estadounidense (f. 2000).
- 1908: Vera Chaplina, naturalista, guionista y escritora de literatura infantil soviética (f. 1994).
- 1908: Józef Gosławski, escultor y medallista polaco (f. 1963).
- 1910: Pedro Ferreira, músico uruguayo (f. 1980).
- 1910: Roberto García-Peña, periodista y abogado colombiano (f. 1993).
- 1912: Miguel Ángel García-Lomas, político y arquitecto español (f. 1976).
- 1912: Víctor Ruiz Iriarte, escritor español (f. 1982).
- 1913: Paul Esser, actor alemán (f. 1988).
- 1914: William Castle, cineasta estadounidense (f. 1977).
- 1917: Ernesto de la Torre Villar, historiador mexicano (f. 2009).
- 1918: Jorge Prat, político chileno (f. 1971).
- 1919: Glafcos Klerides, político chipriota, cuarto presidente (f. 2013).
- 1919: Axel Freiherr von dem Bussche-Streithorst, militar antinazi alemán (f. 1993).
- 1922: Blue Demon: luchador profesional mexicano (f. 2000).
- 1923: Henri Ecochard, militar francés (f. 2020).
- 1924: Clement Freud, comunicador y político germano-británico (f. 2009).
- 1924: Nahuel Moreno, político argentino (f. 1987).
- 1924: Isadore Singer, matemático estadounidense (f. 2021).
- 1925: Virginia Huston, actriz estadounidense (f. 1981).
- 1926: Florinda Chico, actriz española (f. 2011).
- 1926: Thorbjörn Fälldin, político sueco, 272.º primer ministro (f. 2016).
- 1926: Heriberto Herrera, futbolista y entrenador hispano-paraguayo (f. 1996).
- 1927: Alfredo Morles Hernández, jurista venezolano (f. 2021).
- 1928: Johnny Griffin, saxofonista estadounidense (f. 2008).
- 1928: Tavito Vásquez, saxofonista dominicano (f. 1995).
- 1930: Henrique Canto e Castro, actor portugués (f. 2005).
- 1930: Maria da Conceição Tavares, economista brasileña.

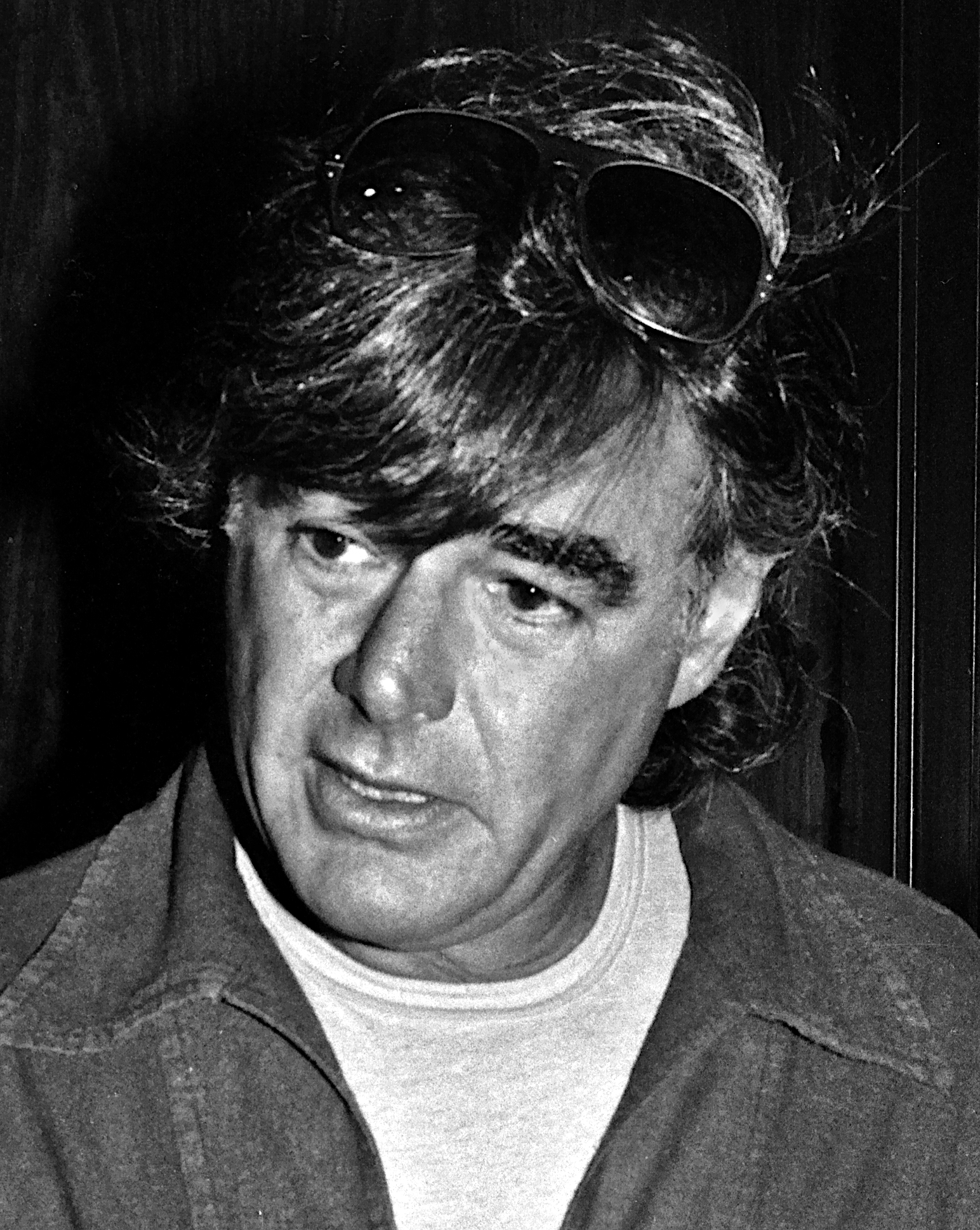
Richard Donner.

- 1930: Richard Donner, cineasta estadounidense (f. 2021).
- 1930: José Sarney, político y abogado brasileño.
- 1930: Rodolfo Micheli, futbolista argentino (f. 2022).
- 1931: Bridget Riley, pintora inglesa.
- 1932: Manuel Moreno Barranco, escritor español (f. 1963).

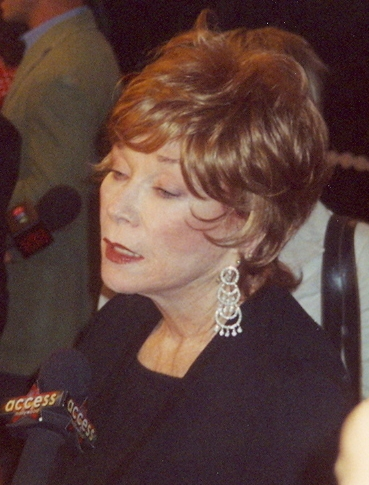
Shirley MacLaine

- 1934: Shirley MacLaine, actriz estadounidense.
- 1935: Carlos Corach, político argentino.
- 1935: Julia von Grolman, actriz argentina (f. 2013).
- 1936: Guillermo Escalada, futbolista uruguayo (f. 2023).
- 1936: Jill Ireland, actriz y escritora británica (f. 1990).
- 1937: Joe Henderson, saxofonista estadounidense (f. 2001).
- 1938: Ricardo Doménech, escritor español (f. 2010).
- 1940: Bayan Northcott, compositor británico.
- 1940: Sue Grafton, escritora estadounidense.
- 1940: Michael Parks, cantante estadounidense.
- 1941: Barry Bridges, futbolista británico.
- 1941: Kenneth Hall, político jamaicano.
- 1941: Richard Holbrooke, periodista, banquero y diplomático estadounidense (f. 2010).
- 1941: Javier Rupérez, político español.
- 1941: John Christopher Williams, guitarrista australiano.
- 1941: Silvio Moser, piloto suizo de automovilismo (f. 1974).
- 1942: Richard M. Daley, político estadounidense.
- 1942: Barbra Streisand, cantante, actriz y cineasta estadounidense.
- 1942: Silvia Federici, activista y filósofa feminista italo-estadounidense.
- 1942: George Vella, médico y político maltés, Presidente de Malta entre 2019 y 2024.
- 1943: Curtis Ebbesmeyer, oceanógrafo estadounidense.
- 1943: David Morrell, escritor canadiense.
- 1945: Dick Rivers, cantante francés (f. 2019, mismo día).
- 1945: Doug Clifford, músico estadounidense.
- 1947: Josep Borrell, político español, presidente del Parlamento Europeo.
- 1947: Roger D. Kornberg, científico estadounidense, premio nobel de química en 2006.
- 1948: Armando Calderón Sol, político salvadoreño.
- 1948: Julia Costa, escritora española.
- 1949: Peter Friedman, actor estadounidense.
- 1950: Rafael González Córdova, futbolista chileno.
- 1950: Enrique Verástegui, escritor, filósofo, físico y matemático peruano (f. 2018).
- 1951: Alejandro González Alcocer, político mexicano.
- 1951: Enda Kenny, político irlandés.
- 1952: Jean-Paul Gaultier, diseñador de moda francés.
- 1953: Eric Bogosian, actor y escritor estadounidense.
- 1954: Mumia Abu-Jamal, activista político estadounidense.
- 1955: Ernie Grunfeld, baloncestista estadounidense.
- 1955: John de Mol, magante neerlandés.
- 1955: Michael O'Keefe, actor estadounidense.
- 1957: Bamir Topi, biólogo y político albanés.
- 1958: Luis Chero Zurita, arqueólogo peruano.
- 1959: Alberto Carrasquilla, economista y político colombiano.
- 1959: Arturo Tagle, empresario chileno.
- 1961: Francisco Romero Fernández, escritor español.
- 1962: Stuart Pearce, futbolista y entrenador británico.
- 1963: Mano Solo, compositor y guitarrista francés (f. 2010).
- 1964: Helga Arendt, atleta alemana (f. 2013).
- 1964: Ricardo Bussi, político y abogado argentino.
- 1964: Cedric the Entertainer, actor y cómico estadounidense.
- 1964: Djimon Hounsou, actor beninés nacionalizado estadounidense.
- 1964: Josep María Sala y Boix, futbolista español.
- 1964: Patricio Vallespín, político chileno.

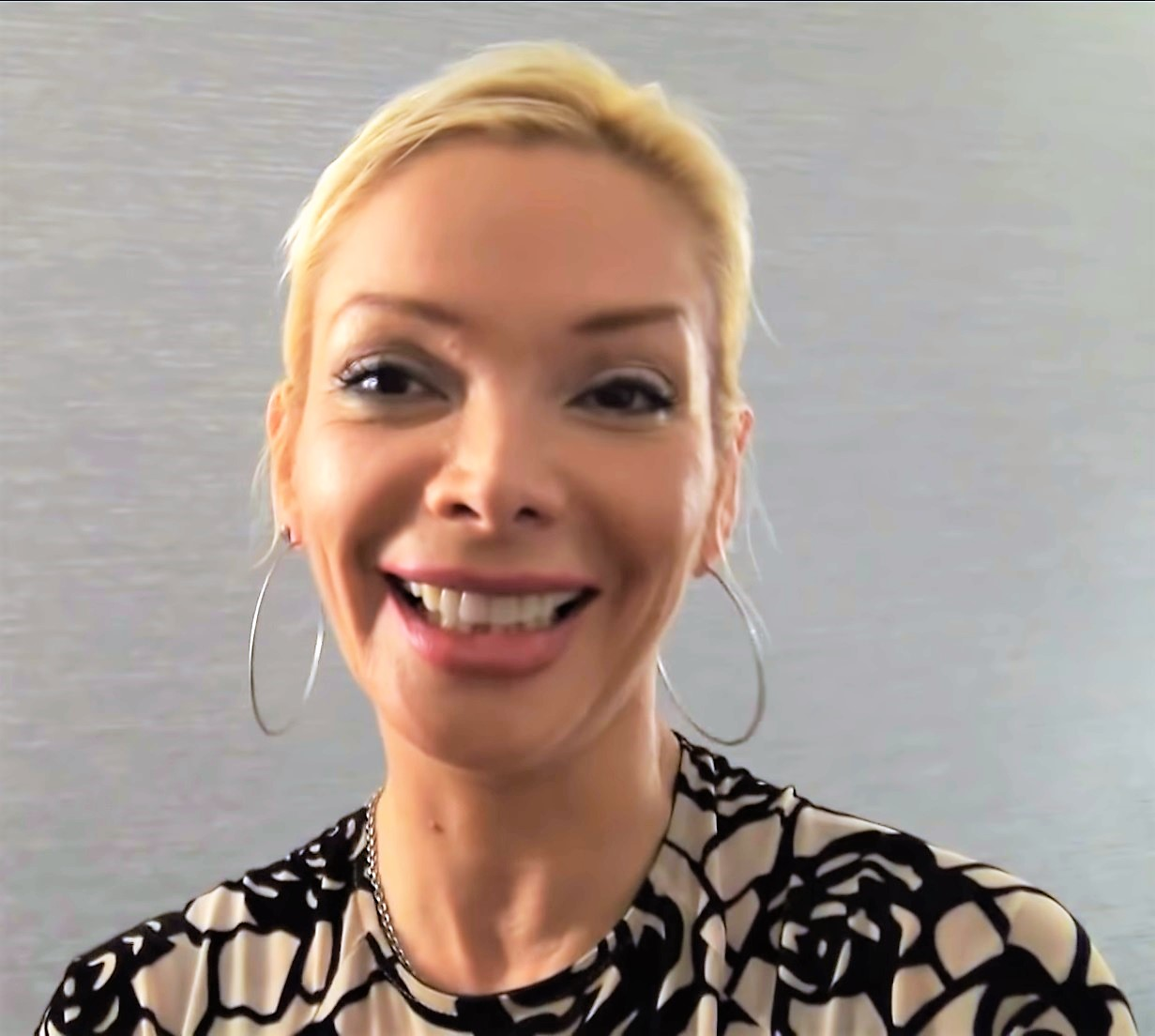
Marisela Esqueda

- 1966: Alessandro Costacurta, futbolista italiano.
- 1966: Marisela Esqueda, cantante, actriz y empresaria mexicano-estadounidense.
- 1967: Dino Rađa, baloncestista croata.
- 1968: Oliverio Rincón, es un Ciclista colombiano que se destacó durante la década de 1990.
- 1968: Miguel Ángel Gómez Campuzano, atleta español (f. 1993).
- 1968: Aidan Gillen, actor irlandés.
- 1969: Melinda Clarke, actriz estadounidense.
- 1969: Rory McCann, actor británico.

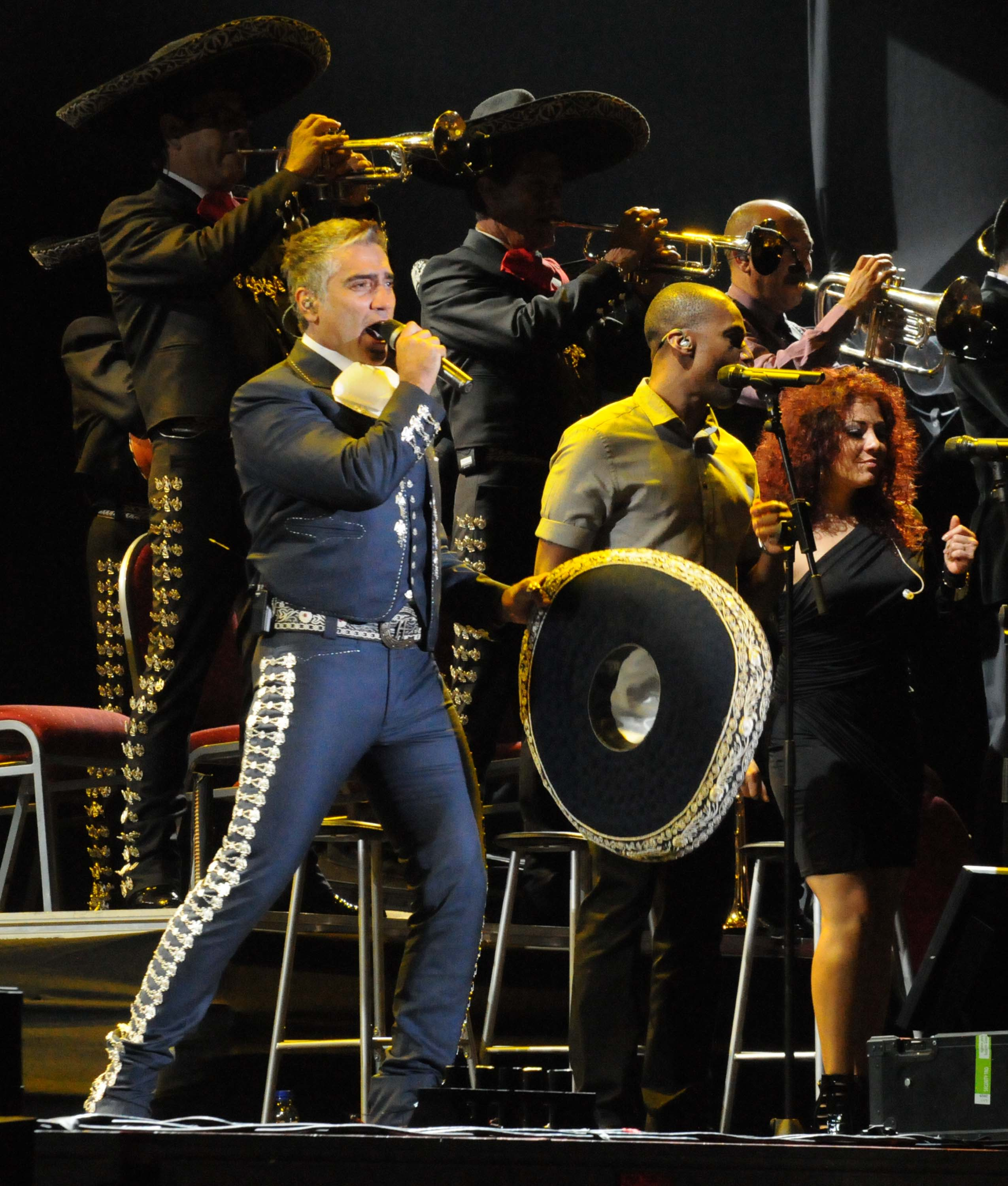
Alejandro Fernández.

- 1971: Alejandro Fernández, cantante y actor mexicano.
- 1971: James Marape, político papuano, primer ministro de Papúa Nueva Guinea desde 2019.
- 1972: Chipper Jones, beisbolista estadounidense.
- 1973: Damon Lindelof, guionista estadounidense.
- 1973: Eric Snow, baloncestista estadounidense.
- 1973: Sachin Tendulkar, jugador indio de críquet.
- 1973: Carlos Viver, jugador de balonmano español.
- 1974: Joseph Bruce, rapero estadounidense, de la banda Insane Clown Posse.
- 1974: Eric Kripke, cineasta estadounidense.
- 1974: Derek Luke, actor estadounidense.
- 1974: Barry Stock, guitarrista canadiense, de la banda Three Days Grace.
- 1974: Stephen Wiltshire, ilustrador británico.
- 1975: Sebastián Bieniek, pintor y cineasta alemán.
- 1975: Samia Doumit, actriz estadounidense.
- 1975: Thad Luckinbill, actor estadounidense.
- 1976: Steve Finnan, futbolista irlandés.
- 1976: Juanma Gárate, ciclista español.
- 1977: Diego Placente, futbolista argentino.

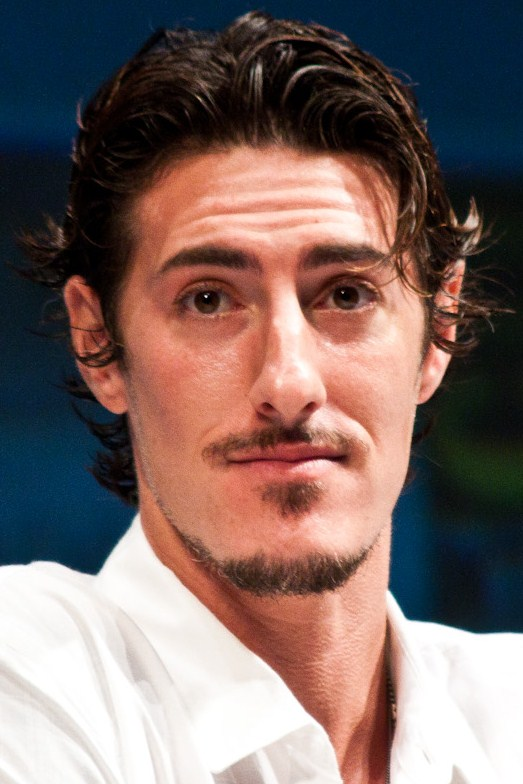
Eric Balfour.

- 1977: Eric Balfour, actor estadounidense.
- 1978: Jesper Christiansen, futbolista danés.
- 1978: Libor Došek, futbolista checo.
- 1979: Ettore Rigotti, músico italiano.
- 1979: Keisuke Ota, futbolista japonés.
- 1980: Kimberley Cooper, actriz australiana.
- 1980: Reagan Gomez-Preston, actriz estadounidense.
- 1980: Alejandro Sánchez Pereira, político uruguayo.
- 1980: Jaime Melo Jr., piloto de automovilismo brasileño.
- 1980: Luis Eduardo Zapata, futbolista colombiano.
- 1980: Danny Gokey, cantante estadounidense.
- 1981: Andrija Delibašić, futbolista montenegrino (f. 2025).
- 1981: Taylor Dent, tenista estadounidense.

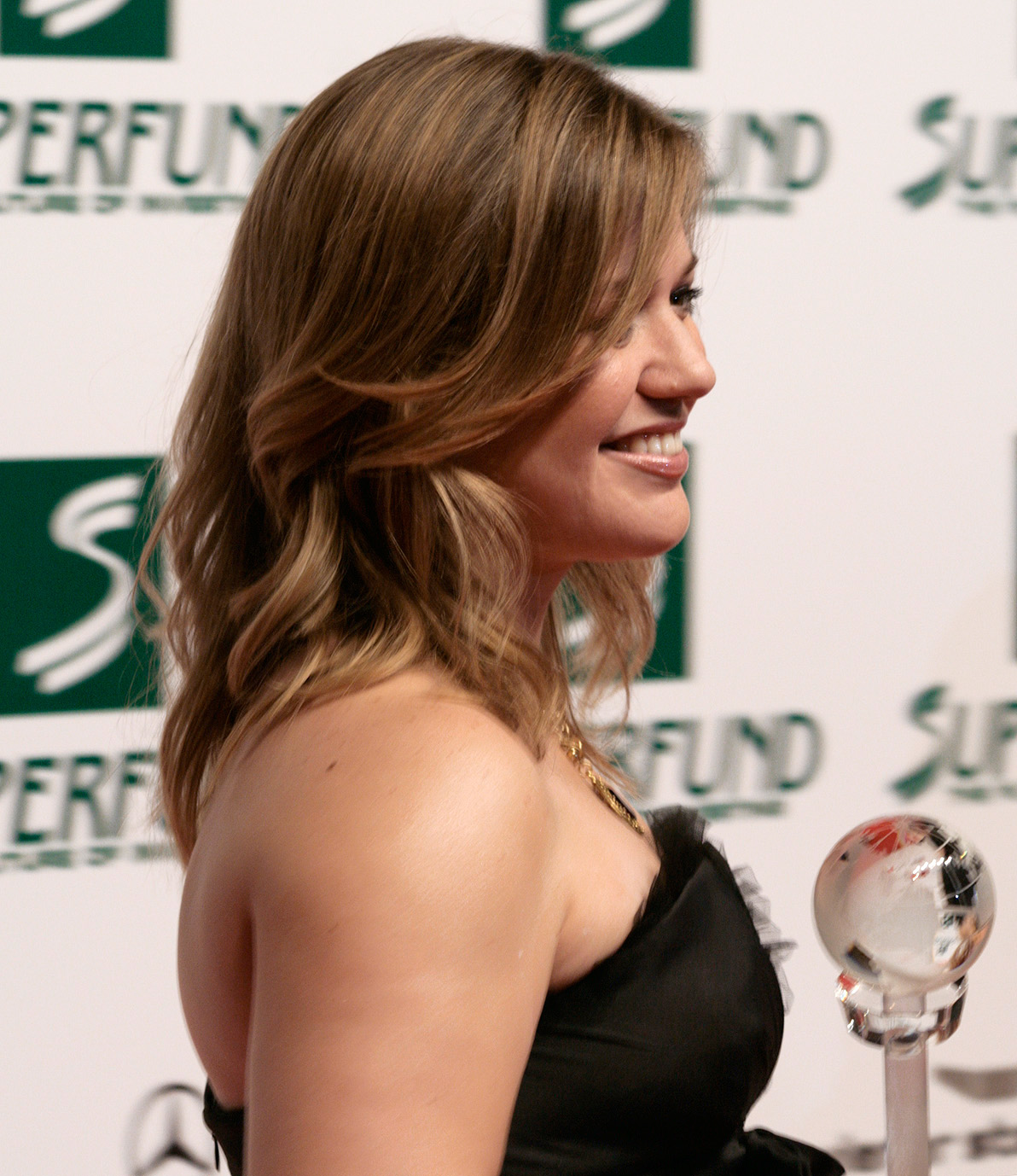
Kelly Clarkson.

- 1982: Kelly Clarkson, cantante estadounidense.
- 1983: Javier Jattin, es un modelo y actor de televisión colombiano.
- 1984: Jérémy Berthod, futbolista francés.
- 1984: Rafael Robayo, futbolista colombiano.
- 1985: Joséphine Jobert, actriz y cantante francesa.
- 1986: Kellin Quinn, cantante estadounidense.
- 1986: Eva Marree Kullander Smith, prostituta y activista por los derechos de las trabajadoras sexuales.
- 1987: Serdar Taşçı, futbolista alemán.
- 1988: Stefan Marković, baloncestista serbio.
- 1992: Doc Shaw, actor estadounidense.
- 1992: Alexandru Crețu, futbolista rumano.
- 1992: Yuki Kobayashi, futbolista japonés.
- 1995: Kehlani, cantante, compositora y bailarina estadounidense.
- 1996: Qassem Lajami, futbolista saudí.
- 1996: Jack Byrne, futbolista irlandés.
- 1996: Komron Tursunov, futbolista tayiko.
- 1997: Erik Palmer-Brown, futbolista estadounidense.
- 1997: Fabio Depaoli, futbolista italiano.
- 1997: Yuta Kamiya, futbolista japonés.
- 1997: Veronika Kudermétova, tenista rusa.
- 1997: TheGrefg, youtuber y streamer español.
- 1998: Ryan Newman, actriz estadounidense.
- 1998: Mikael Soisalo, futbolista finlandés.
- 1999: Vlad Dragomir, futbolista rumano.
- 1999: Palkó Dárdai, futbolista alemán.
- 1999: Maxime Grousset, nadador francés.
- 1999: Jonathan Leko, futbolista inglés.
- 1999: Valentine Fortin, ciclista francesa.
- 1999: Daniel Paraschiv, futbolista rumano.
- 2000: Roberto López Alcaide, futbolista español.
- 2000: Liucija Vaitukaitytė, futbolista lituana.
- 2000: Sebastián Uzzante, futbolista argentino.
- 2000: Álvaro Garrido, futbolista chileno.
- 2000: Teresa Romairone, regatista argentina.
- 2000: Leonardo Puga, fotógrafo argentino.
- 2000: David Sombé, atleta francés.
- 2001: Ricardo Visus, futbolista español.
- 2002: Skylar Stecker, cantante y actriz estadounidense.
- 2002: Exequiel Zeballos, futbolista argentino.
- 2002: Mario Ilievski, futbolista macedonio.

## Fallecimientos
- 624: Melito de Canterbury, arzobispo inglés (n. s. VI).
- 1313: Alfonso Dionisio, aristócrata portugués (n. 1260?).
- 1338: Teodoro I de Montferrato, aristócrata italiano (n. 1291).

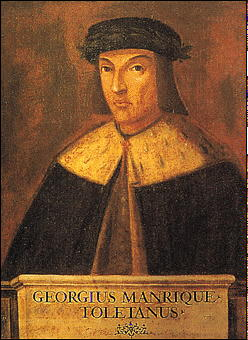
Jorge Manrique.

- 1479: Jorge Manrique, poeta castellano (n. 1440).
- 1521: Juan Bravo, Juan de Padilla y Francisco Maldonado, jefes comuneros en la Guerra de las Comunidades de Castilla; decapitados.
- 1599: Diego Aponte Quiñones, obispo español.
- 1617: Concino Concini, mariscal de Ancre (n. 1575).
- 1622: Fidel de Sigmaringa, fraile y santo alemán (n. 1577).
- 1633: Sigrid Eriksdotter, princesa sueca (n. 1566).
- 1642: Bartolomeu Guerreiro, religioso y escritor portugués (n. 1564).
- 1658: Francesco Maria Richini, arquitecto italiano (n. 1584).
- 1671: François Vatel, cocinero suizo (n. 1631).
- 1678: Luis VI, aristócrata y landgrave alemán (n. 1630).
- 1707: Walter Charleton, médico y naturalista británico.
- 1710: Manuel de Oms y de Santa Pau, virrey español en Perú (n. 1651).

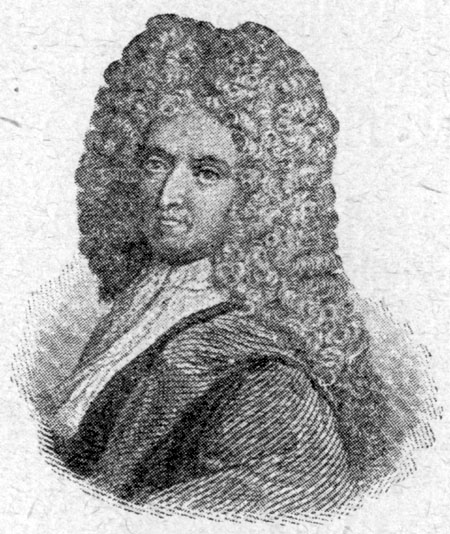
Daniel Defoe

- 1731: Daniel Defoe, escritor y periodista británico (n. 1660).
- 1737: Rafael de Eslava, militar español (n. 1688).
- 1803: Adélaïde Labille-Guiard, pintora francesa (n. 1749).
- 1806: José Solano y Bote, militar español (n. 1726).
- 1816: Federico Carlos de Schleswig, aristócrata alemán (n. 1757).
- 1821: Athanasios Diakos, religioso y militar griego (n. 1788).
- 1824: Auguste Marie Taunay, escultor francés (n. 1768).
- 1827: Israel Pickens, político estadounidense (n. 1780).
- 1836: Firmín Didot, impresor francés (n. 1764).
- 1852: Leopoldo I de Baden, aristócrata alemán (n. 1790).

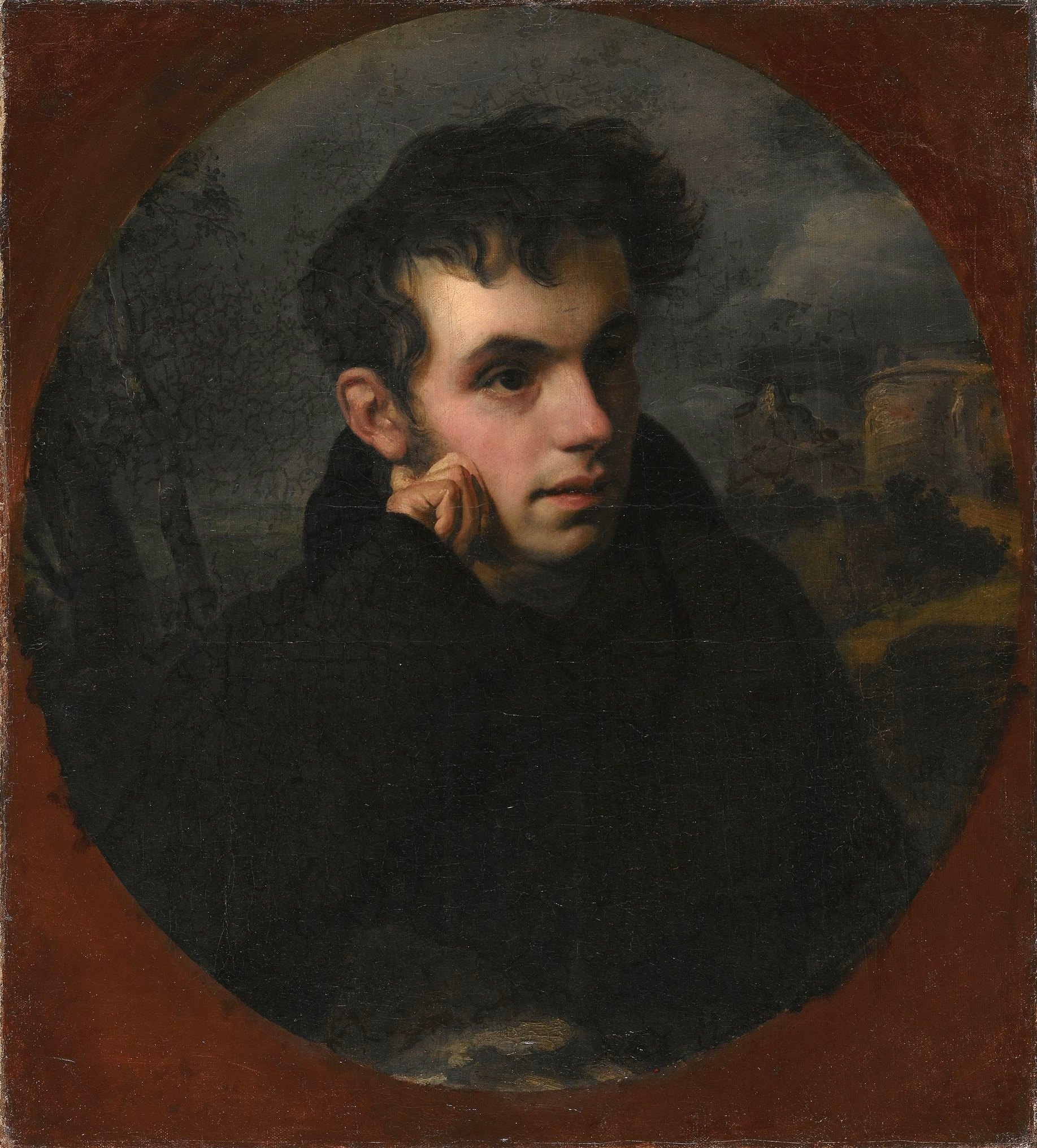
Vasili Zhukovski

- 1852: Vasili Zhukovski, escritor ruso (n. 1783).
- 1864: Franz Wilhelm Junghuhn, botánico neerlandés (n. 1809).
- 1865: Nicolás Aleksándrovich de Rusia, zarévich ruso (n. 1843).
- 1873: Adolf zu Hohenlohe-Ingelfingen, mariscal prusiano (n. 1797).
- 1874: Octave Tassaert, grabador francés (n. 1800).
- 1878: Giovanni Zanardini, médico italiano (n. 1804).
- 1880: Pedro Ruiz Gallo, militar peruano (n. 1838).
- 1881: Gottlob Ludwig Rabenhorst, botánico alemán (n. 1806).
- 1882: Daniel Rapin, botánico y farmacéutico suizo (n. 1799).
- 1883: Jules Sandeau, escritor francés (n. 1811).

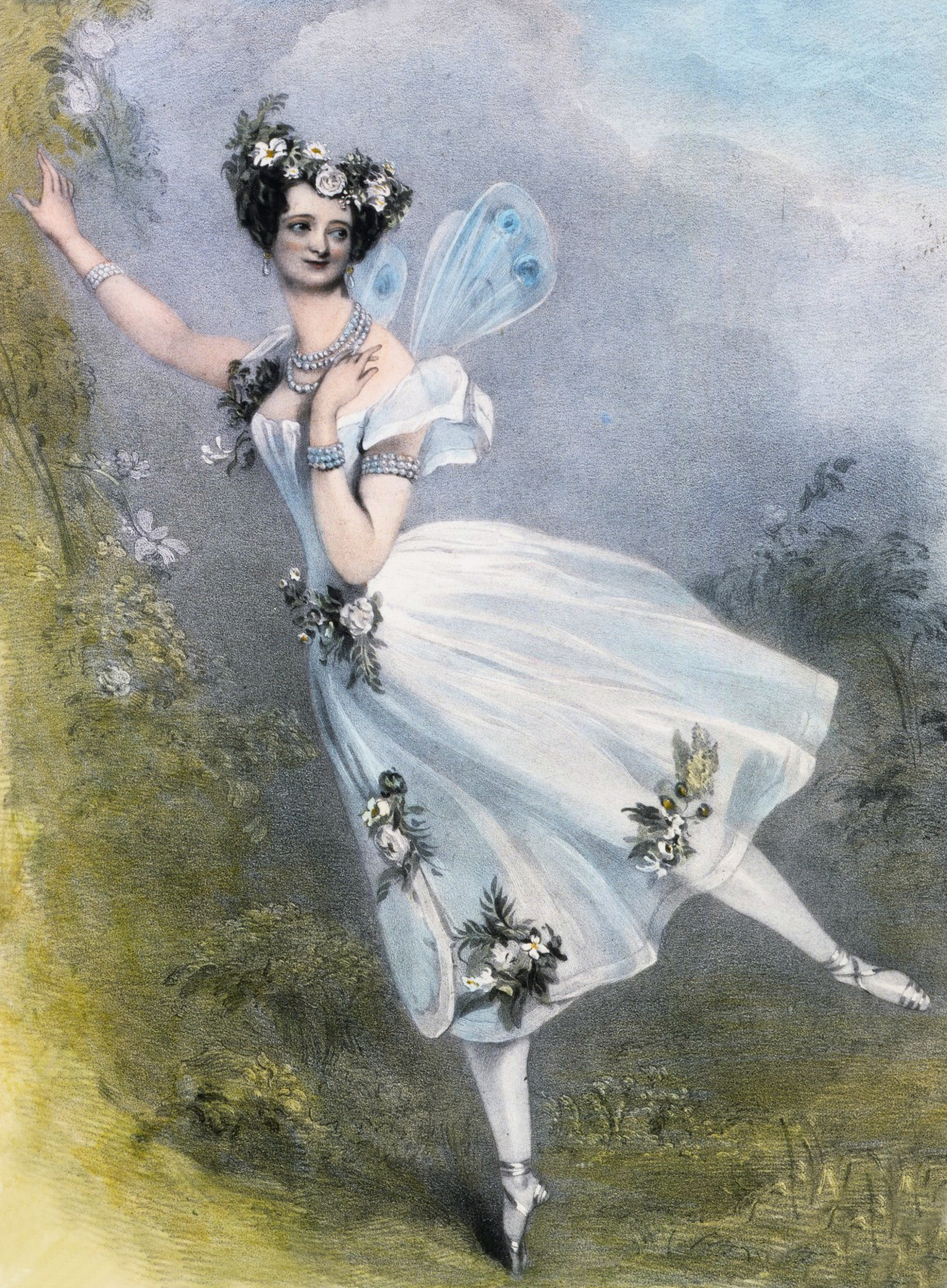
Marie Taglioni

- 1884: Marie Taglioni, bailarina sueca (n. 1804).
- 1885: Nísia Floresta, escritora brasileña (n. 1810).
- 1891: Helmuth von Moltke, mariscal alemán (n. 1800).
- 1896: Telesforo Montejo Robledo, político español (n. 1818).
- 1901: Arvid Posse, político sueco (n. 1820).
- 1905: Eduard Pospichal, botánico austríaco (n. 1838).
- 1910: José María Sbarbi y Osuna, religioso, filólogo y musicólogo español (n. 1834).
- 1914: Benito Menni, sacerdote italiano (n. 1841).
- 1917: Florentino Ballesteros, torero español (n. 1893).
- 1917: Abel Botelho, político portugués (n. 1855).
- 1917: István Tömörkény, escritor y arqueólogo húngaro (n. 1866).
- 1918: José María Menéndez Menéndez, empresario español (n. 1846).
- 1921: Olga Fédchenko, botánica rusa (n. 1845).
- 1924: Stanley Hall, psicólogo estadounidense (n. 1844).
- 1924: Guillermo Ernesto de Sajonia-Weimar-Eisenach, aristócrata alemán (n. 1876).
- 1926: Sunjong, emperador coreano (n. 1874).
- 1927: Carl H. Eigenmann, ictólogo estadounidense (n. 1863).
- 1929: Barnabas McDonald, filántropo estadounidense (n. 1865).
- 1930: Henry Dudeney, matemático británico (n. 1857).
- 1933: Félix Adler, intelectual alemán (n. 1851).
- 1933: Félix Lorenzo, editorialista español (n. 1879).
- 1934: Emile Chautard, cineasta francés (n. 1864).
- 1936: Manuel Bertrés, jurista argentino.
- 1939: Harald Scavenius, político danés (n. 1873).
- 1939: Louis Trousselier, ciclista francés (n. 1881).
- 1941: Karin Boye, escritora sueca (n. 1900).
- 1941: José del Carmen Sánchez Magallanes, revolucionario mexicano (n. 1891).
- 1942: Louis Bernacchi, astrónomo belga (n. 1876).
- 1942: Camille du Gast, pionera francesa (n. 1868).
- 1942: Lucy Maud Montgomery, escritora canadiense (n. 1874).
- 1942: Charles Seignobos, historiador francés (n. 1854).
- 1945: Anton de Kom, soldado y activista surinamés (n. 1898).
- 1945: Günther Lützow, militar alemán (n. 1912).
- 1945: Ernesto De Fiori, escultor italiano (n. 1884).
- 1947: Willa Cather, escritora estadounidense (n. 1873).
- 1948: Manuel María Ponce Cuéllar, compositor mexicano (n. 1882).
- 1948: Lionel Edwards Atherton, político chileno (n. 1888).
- 1952: Hendrik Anthony Kramers, físico neerlandés (n. 1894).
- 1954: Guy Mairesse, piloto framcés de automovilismo (n. 1910).
- 1955: Walter Allward, escultor canadiense (n. 1876).
- 1957: Andries Cornelis Dirk de Graeff, político neerlandés (n. 1872).
- 1958: Richard Goldschmidt, genetista alemán (n. 1878).
- 1960: Andrés Chazarreta, compositor argentino (n. 1876).
- 1960: Max von Laue, físico alemán, premio nobel de física en 1914 (n. 1879).
- 1961: Rosario Bourdón, director de orquesta y chelista canadiense (n. 1885).
- 1962: Milt Franklyn, compositor estadounidense (n. 1897).
- 1963: Manuel Bartlett Bautista, político mexicano (n. 1893).
- 1964: Gerhard Domagk, patólogo y virólogo alemán (n. 1895).
- 1966: George Ohsawa, filósofo japonés (n. 1893).
- 1966: Emilio Prados, poeta español (n. 1899).
- 1967: Jacques Brunius, actor francés (n. 1906).
- 1967: Vladímir Mijáilovich Komarov, ingeniero y astronauta soviético (n. 1927).
- 1967: Enrico Dante, cardenal italiano (n. 1884).
- 1968: John Tewksbury, atleta estadounidense (n. 1876).
- 1970: Cassiano Branco, arquitecto portugués (n. 1897).
- 1970: Otis Spann, cantante y pianista estadounidense (n. 1930).
- 1974: Bud Abbott, actor estadounidense (n. 1895).
- 1974: Franz Jonas, político australiano (n. 1899).
- 1976: Mark Tobey, pintor estadounidense (n. 1890).
- 1979: John Carroll, actor estadounidense (n. 1906).
- 1979: Juvenal Hernández Jaque, catedrático y abogado chileno (n. 1899).

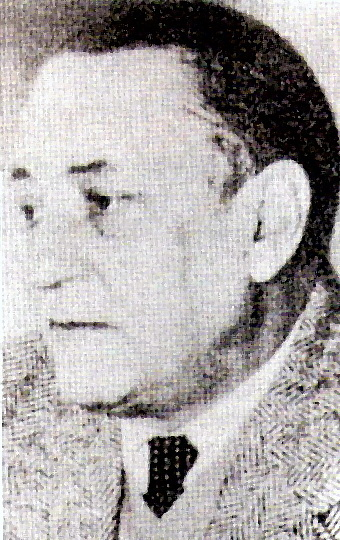
Alejo Carpentier

- 1980: Alejo Carpentier, escritor y musicólogo cubano (n. 1904).
- 1981: Pat Conway, actor canadiense (n. 1931).
- 1981: Margarita de Grecia y Dinamarca, princesa griega (n. 1905).
- 1982: Ville Ritola, atleta finés (n. 1896).
- 1983: Jimmy Mundy, compositor estadounidense de jazz (n. 1907).
- 1983: Rolf Stommelen, piloto alemán de automovilismo (n. 1943).
- 1983: Iván Yampolski, militar soviético (n. 1925).
- 1984: Rafael Pérez y Pérez, escritor español (n. 1891).
- 1986: Antonio Rosón, político español (n. 1911).
- 1986: Wallis Simpson, aristócrata estadounidense (n. 1896).
- 1987: Pablo Acosta Villarreal, narcotraficante mexicano (n. 1937).
- 1989: Clyde Geronimi, director estadounidense de cine de animación (n. 1901).

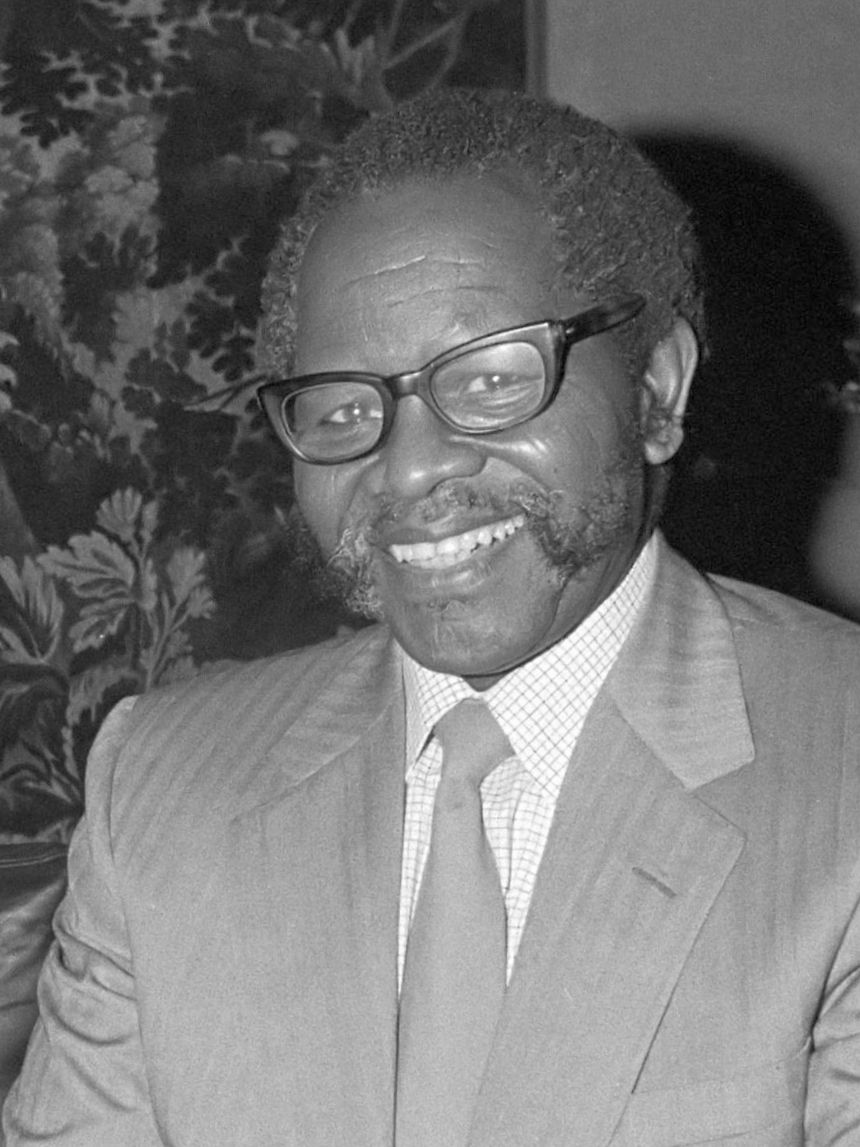
Oliver Tambo

- 1993: Oliver Tambo, político sudafricano (n. 1917).
- 1997: Allan Francovich, cineasta estadounidense (n. 1941).
- 1997: Eugene Stoner, ingeniero estadounidense (n. 1922).
- 1998: Yákov Malkiel, historiador estadounidense (n. 1914).
- 2001: Abelardo Vásquez, músico peruano (n. 1929).
- 2003: Belus Smawley, baloncestista y entrenador estadounidense (n. 1918).
- 2004: José Giovanni, cineasta franco-suizo (n. 1923).
- 2004: Estée Lauder, empresaria estadounidense (n. 1906).
- 2005: Carlos Moyano Llerena, abogado y economista argentino (n. 1914).
- 2005: Ezer Weizman, político israelí (n. 1924).
- 2007: Alan Ball, futbolista británico (n. 1945).
- 2008: Tristram Cary, compositor británico (n. 1925).
- 2008: Jimmy Giuffre, saxofonista estadounidense (n. 1921).
- 2009: Mario Moreno, caricaturista peruano (n. 1944).
- 2009: Sixto Palavecino, músico y violinista argentino (n. 1915).
- 2009: Kurt Sametreiter, militar alemán (n. 1922).
- 2010: Pierre Hadot, filósofo francés (n. 1922).
- 2010: Paul Schäfer, criminal nazi y pedófilo chileno de origen alemán (n. 1921).
- 2011: Aitzol Aramaio, cineasta vasco (n. 1971).
- 2011: Marie-France Pisier, actriz francesa (n. 1944).
- 2013: Juan José Manauta, escritor argentino (n. 1919).
- 2014: Hans Hollein, arquitecto austriaco (n. 1934).
- 2015: Władysław Bartoszewski, historiador, periodista y político polaco (n. 1922).
- 2016: Papa Wemba, cantante congoleño (n. 1949)
- 2017: Agustín Edwards Eastman, empresario chileno.
- 2019: Dick Rivers, cantante francés (n. 1945, mismo día)
- 2019: Conrado San Martín, actor español (n. 1921).
- 2019: Hubert Hahne, piloto alemán de automovilismo (n. 1935).
- 2021: Christa Ludwig, intérprete de ópera y lied alemana (n. 1928).
- 2021: Ana María Casó, actriz argentina de cine y televisión (n. 1937).
- 2021: Sergio Esquivel, cantautor mexicano (n. 1946).
- 2024: Michael Pinder, músico británico (n. 1941).
- 2025: José Luis Illanes, eclesiástico y teólogo español (n. 1933).

## Celebraciones

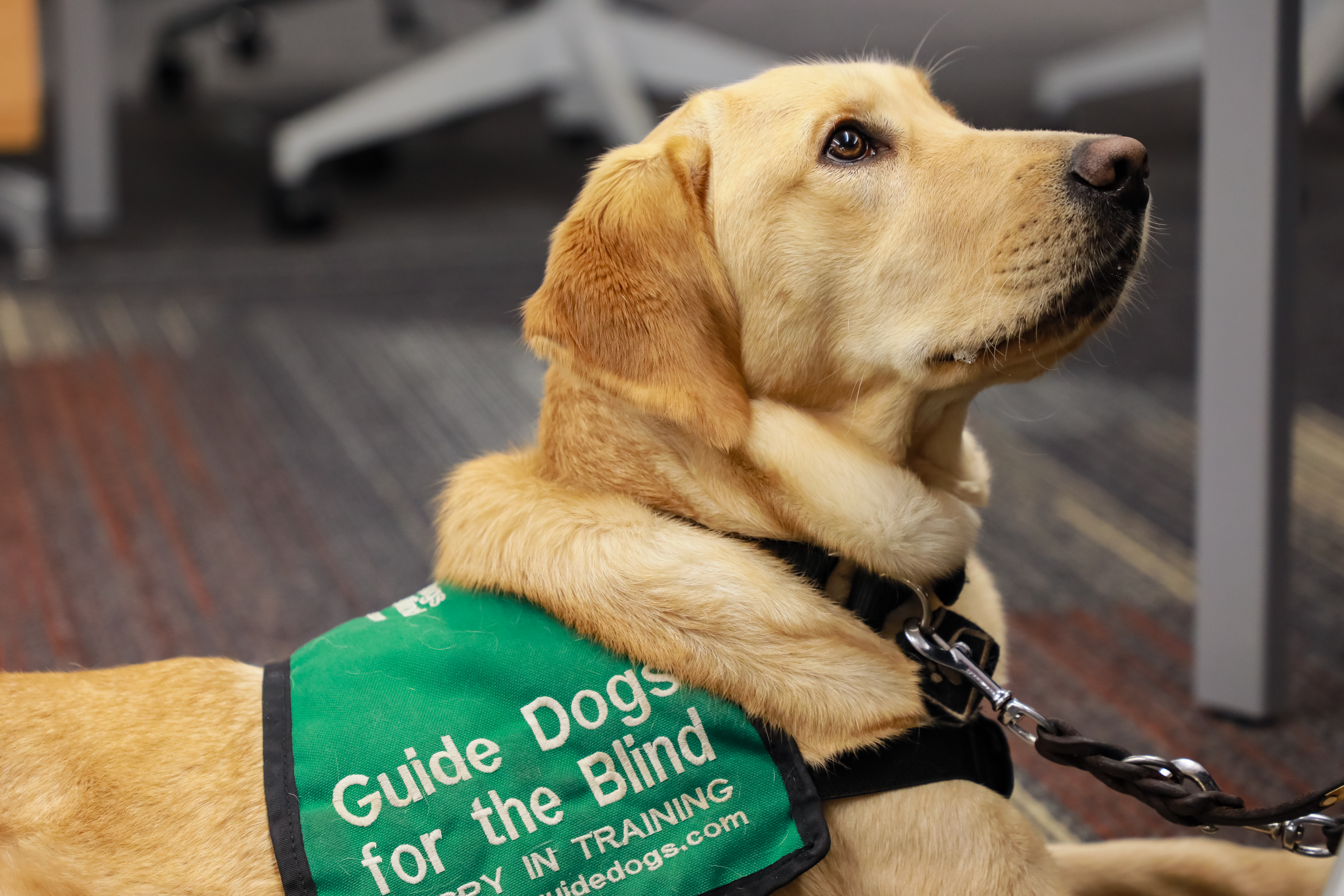
Día Mundial del Perro Guía.

- Día Internacional del Multilateralismo y la Diplomacia para la Paz.

- Día Internacional de Concienciación sobre el Ruido.
(Se recuerda cada año en el último miércoles del mes de abril).

- Día Internacional del Animal de Laboratorio.[3][4]

- Día Mundial del Perro Guía.[5]

- Día Mundial de la Meningitis.[6]

- Día Mundial Sin Ascensores.[7]

 Por países
(Por orden alfabético)
- Argentina: 
  - Día de Acción por la Tolerancia y el Respeto entre los Pueblos.[8]
En Argentina, desde 2007, a través de la promulgación de la Ley 26.199, se declara el 24 de abril como el día de acción por la tolerancia y el respeto entre los pueblos en conmemoración del genocidio que fue víctima el pueblo armenio en 1915.[9]

- Armenia: 
  - Día Internacional de Solidaridad en Conmemoración del Genocidio del Pueblo Armenio.[10]

- Israel: 
  - Yom Hazikarón (2024) o Día del Recuerdo.

- Venezuela: 
  - Día del Caficultor.

### Santoral católico
- San Alejandro de Lyon.[11]
- San Antimo de Nicomedia (s. IV).[11]
- Santa María de Cleofás (s. I).[11]
- San Benito Menni.[11][12]
- Santa Bova.
- San Deodato de Blois.[11]
- San Dova.[11]
- San Egberto.[11]
- San Fidel de Sigmaringa.[11][13]
- San Gregorio de Elvira.[11]
- San Guillermo Firmato.[11]
- San Ivo de Ramsey.

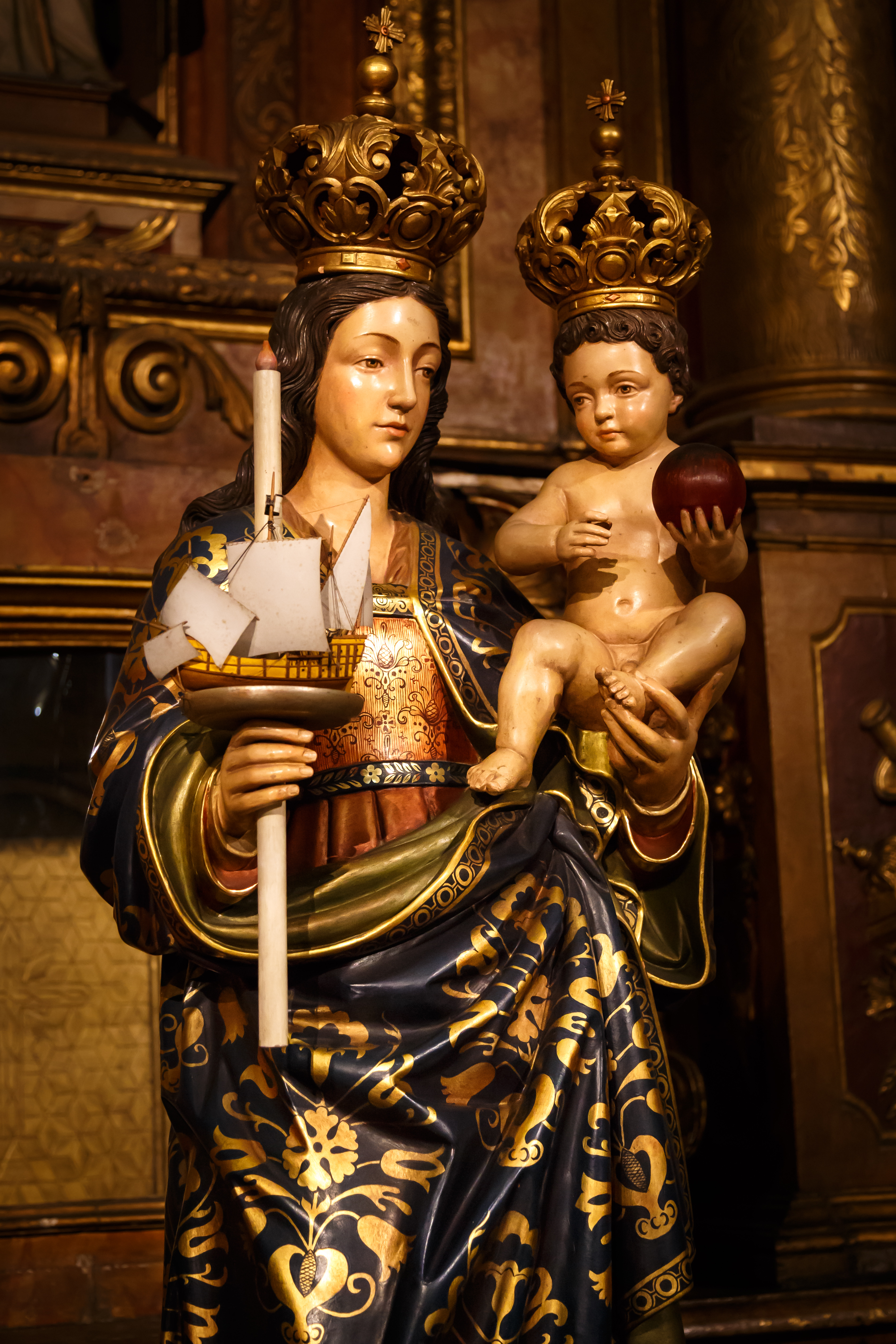
Imagen de Nuestra Señora del Buen Aire en la Catedral Metropolitana de Buenos Aires, Argentina.

- Virgen del Buen Aire. (imagen ilustrativa).
- Santa María de Santa Eufrasia Pelletier.[11]
- San Melito de Canterbury.[11]
- Santo hermano Pedro de San José Betancur, (litúrgicamente se celebra el 25 de abril, pero suele trasladarse al día anterior).[14]
- Santa Salomé.[11]
- San Wilfredo de York.[11]
- Beata María Elisabet Hesselbald.[11]

 Por países
(Por orden alfabético)
- España: 
  - Alcoy, Alicante: 
    - Día de los Truenos  (Día dels Trons): representación de la toma de la ciudad por las tropas moras y la posterior reconquista cristiana y último día de las fiestas en honor a San Jorge.